# قاچاق انسان در بلاروس
قاچاق انسان در بلاروس (انگلیسی: Human trafficking in Belarus) منبع، مقصد و نیز کشور ترانزیت برای زنان، مردان و کودکان در معرض قاچاق انسان است، به‌ویژه به‌هدف فحشاء و کار اجباری. اکثر قربانیان شناسایی شده در بلاروس، زنانی بودند که مجبور به فحشاء در خارج از کشور شدند، از جمله: در روسیه، آلمان، لهستان، سایر کشورهای اروپایی، ترکیه، اسرائیل، لبنان و امارات متحده عربی. گزارش‌هایی وجود داشت مبنی بر اینکه زنان خانواده‌های کم‌درآمد در مناطق بلاروس در معرض فحشاء اجباری قرار گرفته‌اند. مردان، زنان و کودکان بلاروس همچنین به گدایی اجباری و کار اجباری در صنعت ساختمان‌سازی و دیگر بخشهای اقتصادی در روسیه ادامه می‌دهند. به گفته وزارت داخله بلاروس، زنان بیکار بین سنین ۱۶ تا ۳۰ ساله در معرض خطر قاچاق قرار دارند. قاچاقچیان اغلب از شبکه‌های اجتماعی غیررسمی برای شکار قربانیان بالقوه استفاده می‌کنند.

## اقدامات دولت
دولت بلاروس به‌طور کامل از حداقل استانداردهای حذف قاچاق انسان تبعیت نمی‌کند؛ با این حال، تلاش‌های زیادی برای انجام این کار انجام می‌شود. ارائه گزارش کمیسیون مستقل در این مورد، به دلیل ماهیت دولت، و ترس عمومی از واکنش در مقابل انتقاد از رژیم، دشوار است. با این حال، بر اساس اطلاعات موجود، به نظر می‌رسید دولت تلاش خود را برای محاکمه و مجازات مجرمان قاچاق در سال ۲۰۰۹ ادامه داده‌است. در حالی که دولت ظاهراً اقدامات مثبت در جهت بهبود مشکلات قربانیان و حمایت از جامعه غیردولتی ضد قاچاق را ادامه داده‌است، ارعاب یک مانع طبیعی برای مشارکت مؤثر دولتی با قربانیان و سازمان‌های ضد قاچاق بوده‌است. تأمین بودجه برنامه‌های کمک به قربانیان که در سال ۲۰۰۵ تدوین شد، تحقق نیافته‌است.

## موضعگیری‌ها
دفتر نظارت و مبارزه با قاچاق انسان در وزارت خارجه ایالات متحده آمریکا، این کشور را در سال ۲۰۱۷ در گزارش قاچاق انسان سطح سوم کشورها (مبارزه با قاچاق انسان) قرار داد.